# Logarska dolina
Logarska dolina je alpska ledeniška dolina, ki leži v Kamniško-Savinjskih Alpah oz. Zgornji Savinjski dolini in je poimensko deljena na spodnji del Log (mokri, ilovnati travnati svet), srednji del Plest (večidel gozdnati svet) ter zgornji del Kot (gozdnati in gruščnati svet). Posamezne domačije v dolini štejejo skupaj 35 prebivalcev. Dolina je bila leta 1987 zavarovana kot krajinski park, ki se razteza na 24 km². 
Logarsko dolino obkrožajo vrhovi Strelovec (1763 m), Krofička (2083 m), Ojstrica (2350 m), Lučka baba (2244 m), Planjava (2394 m), Brana (2252 m), Turska gora (2251 m), Mrzla gora (2203 m). Zaključuje se v zatrepu pod krnico Okrešelj, kjer v višini 1280 vre na dan ledeno mrzla Savinja (3 °C) in brzi proti Slapu Rinka.
Čeprav pri Logarski dolini ne gre ravno za ozko dolino, saj je njena najmanjša širina približno 500 m, je pojav inverzije zaradi vpliva severnega anticiklona zelo pogost. Pri razporeditvi temperatur na pobočjih pride do veljave razlika med prisojno in osojno lego, kar se pozimi kaže v različnih snežnih in lednih razmerah.
Po dolini je speljana sprehajalna pešpot (2-3h), ki vodi mimo zanimivosti: izvira potoka Črna, lesene riže, bulastega jesena, oglarske bajte, itd.

## Dostop
Dostop z avtomobilom ni mogoč skozi vas Solčava, ob vstopu pa vas pričakuje mitnica, kjer prispevate vstopnino. Prometna dostopnost se je izboljšala odkar sta Avstrija in Slovenija odprli mednarodni mejni prehod Pavličevo sedlo. Od tam je z gornje strani najkrajši dostop do Matkovega kota, ki je zavarovan kot gozdni rezervat. Pod Pavličevim sedlom se odcepi Panoramska cesta, ki povezuje vasico Sv. Duh (slabo uro nad vasico je slavna Potočka zijalka) in samotno kmetijo v Podolševi.

## Alpska ledeniška dolina
Logarska dolina je ena izmed najlepših ledeniških dolin v Evropi. Dolina je tektonskega nastanka, nastala je kot posledica tektonskih razpok matične kamnine - različnih apnencev. Zadnji močni oblikovalec doline je bil ledenik. Iz obdobja poledenitve imamo največ sledi iz najmlajše geološke dobe, pleistocena. Led, ki je začel polzeti po pobočju navzdol do dna zgornjega dela doline, se je zatem premikal po dolini navzdol in jo počasi zapolnjeval. Pri tem je brusil podlago ter s sabo odnašal kamenje z okoliških pobočij, kar je povzročilo predvsem širjenje doline. Kot sled je ledenik po vsaki otoplitvi za sabo pustil nanešen material. Za ledeniške nanose so značilne velike skale - balvani. Vidite jih lahko po vsej dolini, veliko jih je na levi strani ceste, tik preden prispete do vhoda v dolino. Morena je nanešeno kamenje različnih velikosti, ki se od ostalih nanosov loči po nevezanosti in nesortiranosti. Najdemo jo nad kmetijo Logar, od koder se vleče po pobočju do Jezere. Nanjo naletimo celo 200 m nad dolinskim dnom, kar nam kaže na najvišje stanje ledu, ko sta se združila ledenika iz Matkovega kota in Logarske doline in ju je zaustavila Socka, ozka dolina proti Solčavi. Ledenik se je zajezoval in s tem debelil. Za moreno, ki jo je umikajoči se ledenik pustil v spodnjem delu doline je nastalo jezero. Tu se je odlagala pasovita jezerska glina, ki danes sestavlja večji del Loga.
Ledenik je s takšnim delovanjem je izdolbel dolino v današnji podobi. Značilni so skalni pragovi in nad njimi krnice, iz katerih se prelivajo potoki v slapovih proti bolj uravnanemu dolinskemu dnu. Dolina je danes že precej izgubila na svoji prvobitnosti zaradi množičnega obiska motoriziranih obiskovalcev.

## Solčavsko
Med krajinske posebnosti Alp spada tudi Solčavsko. S to skupno besedo povezujemo dolinski svet Solčave, Logarske doline, Matkovega in Robanovega kota ter gorske kmetije, celci, raztreseni visoko pod Olševo in Raduho, nad Matkovim in Robanovim kotom.

## Krajinski park Logarska dolina
Privlačnost Logarske doline odseva v prvobitnosti okolja ter v številnih naravnih zanimivostih, ki privabljajo ljubitelje narave. Svoj pečat so prostoru vtisnile tudi kmetije, ki so skozi stoletja ustvarjale kulturno krajino. Zaradi omenjenih vrednot, je bila Logarska dolina leta 1987 razglašena za krajinski park v času, ko so bile zaradi stihijskega razvoja turizma že močno ogrožene njene temeljne vrednote – ohranjanje izjemne kulturne krajine ter najpomembnejših naravnih in kulturnih.
Domačini so leta 1992 pridobili koncesijo za upravljanje s krajinskim parkom, uredili komunalo in turistično infrastrukturo. V zadnjem času tako poteka trajnostni razvoj naravnega parka, ki ga usmerjajo domačini, v sodelovanju z vsemi pristojnimi organizacijami za zavarovana območja. To je posebnost - tako v Sloveniji kakor tudi v tujini.

## Gozd in krajina
Na ugodnih mestih so predniki izkrčili gozdove za kmetijske površine. V oddaljene predele je kmete naseljeval gornjegrajski benediktinski samostan v času od 12. do 14. stoletja. Leta 1426 sta v urbarju omenjenga samostana že vpisani kmetija v Logu in kmetija v Plesti z določenimi davščinami. To pomeni, da sta bili kmetiji gospodarsko močni in zmožni oddajati davščine. Ljudje so takrat za izkrčevanje gozdov uporabljali le ročno orodje, pomagali so si z ognjem. Zato so površine za krčitev izbirali preudarno. Danes je proces obrnjen. Opuščene kmetije, strmi pašniki in travniki se hitro zaraščajo.

## Znamenitosti v parku

### Naravne znamenitosti
V sami Logarski dolini je preko 40 naravnih vrednot, od slapov, skalnih stolpov, votlin, spodmolov, do ledeniških balvanov, dreves izjemnih dimenzij, flore in favne.
- Naravni spomenik Izvir Črne je drugi izvir Savinje. Voda privre na dan v obliki močnih izvirov izpod skal temnosivega apnenca. Na površje prihaja zaradi nepropustne gline, ki jo je za sabo pustilo ledeniško jezero. Del vode (izviri v Studencih) prihaja na svetlo v regulirani glavni strugi, ki je do tu pretežni del leta suha. V spodnjem delu Loga se pridruži še Jezera iz Matkovega kota. Pobočje pod izvirom je značilna ledeniška morena. Tu lahko uspeva smreka s svojimi plitvimi koreninami, ki se dobesedno prisesajo na razmetano skalovje in zasidrajo drevo.
- Logarjeva lipa ima obseg 485 cm in višino 25 m
- Okrešelj je ena najlepših krnic v Sloveniji
- Plesnikov brest ima obsegom 370 cm in višino 25 metrov
- Potočka zijalka je ena najpomembnejših arheoloških in paleontoloških jam v Sloveniji
- Rastovški slap
- Naravni spomenik Slap Palenk se zlasti po dežju spušča 78 m globoko v slapovih in slapiščih
- Naravni spomenik Slap Rinka pada v ozkem pramenu čez ledeniški prag 90 m globoko
- Naravni spomenik Golica v Krejdi je izjemen primer erodiranih sedimentov iz kvartarja, zadnje geološke dobe, ki se je začela 3 milijone let nazaj. Kaže nam, da je dno doline v Kotu pokrito z drobnozrnatim gradivom, trdno zlepljenim z rdeče-rjavim lepilom, sestavljenim iz peska in sige. S tem gradivom je bilo zapolnjeno dno kota, preden je led prekril dolino.

### Kulturne znamenitosti
- Kašča oz. stara kašta, kot ji pravijo domačini, stoji ob glavni cesti nasproti Doma duhovnih vaj. Spada med značilne shrambne stavbe hribovitega sveta Zgornje Savinjske doline. Nastala je v prvi polovici 19. stoletja. Dolgo časa je bila zapuščena, danes pa služi potrebam turizma.
- Današnji Dom duhovnih vaj je bolj poznan kot dom sester Logar.
- Kapela Kristusa Kralja stoji pri vhodu v dolino, prvotne načrte sta izdelala Ivan Vurnik in Jože Plečnik. Te načrte je zidarski mojster Martin Golob predelal ter kapelo tudi postavil. Sezidana je bila v letih 1930 in 1931. V zvoniku visi zvon iz finega brona, težak 140 kg. Vlit je bil leta 1668 v Celovcu, visel je v gradu nekdanjih celjskih grofov v Žovneku pri Braslovčah. V kapelo je bil slovesno nameščen leta 1969, tristo let po tem, ko je bil vlit.
- Stalna razstava o Potočki zijalki je bila odprta leta 1996. Nahaja se v prostorih gostišča in muzeja Firšt, povsem na začetku doline. Razstava je posvečena raziskovalcu prof. dr. Srečku Brodarju.
- Olcarska (gozdarska) bajta je opremljena z zbirko orodja in priprav, ki so jih nekoč uporabljali gozdni delavci.
- Planšarija v Logarskem kotu je domačija, kjer se je ohranila tradicionalna zasnova in arhitektura kmetije, ki je bila nekoč značilna za vse velike posesti. Kašči, koča, hlev in žaga so dragocena kulturna dediščina.
- Podbrežnikova kapela

## Živalstvo in rastlinstvo

### Drevje
Gozd daje pečat krajini in življenju v dolini. Najpogostejša drevesna vrsta je bukev (Fagus sylvatica). Tudi smreka (Picea abies) je pogosta. V delu gozdov je naravna, v delu pa jo je pospeševal človek, ker se je smrekov les bolje prodajal. Jelko (Abies alba) najdemo na severnih pobočjih doline. Veliko je rdečega bora (Pinus sylvestris), zlasti na prisojnih skalnatih strminah srednjega grebena. V dnu doline je pogost skupaj s smreko na mladih hudourniških vršajih, kjer so izrazito neugodni pogoji za rast dreves. Višje na pobočjih se bukvi pridruži macesen (Larix decidua), ki raste do gozdne meje. Še višje se mu pridruži rušje (Pinus mugo), ki uspeva v grmasti obliki. Rušje lahko vidimo tudi v dnu doline, na mladih hudourniških vršajih (pred Domom planincev in pod severno steno Planjave).

### Bukovje
Bukovje je značilen gozd Logarske doline. Pod bukvami uspevajo svetloljuba zelišča. Tukaj rastejo vse mlaje, najbolj opazna je deveterolistna mlaja (Dentaria enneaphyllos). Visokogorski bukov gozd daje zavetje redkegemu lepemu čeveljcu (Cypripedium calceolus), naše največje orhideje.

### Alpske rastline
Največ je blazinic alpske velese (Dryas octopetala), pomladi cveti zavarovani avrikelj (Primula auricula). Najdemo grmičke rdečega dlakavega sleča (Rhododendron hirsutum) in alpskega zvončka (Soldanella alpina). Sredi prodov raste rumeni Kernerjev mak (Papaver kerneri), ki je endemične Kamniško Savinjskih Alp in Karavank. Tu najdem še vrste: julijska smiljka (Cerastum julicum), škrlatni luk (Allium kermesinum), kamniška ivanjščica (Leucanthemum lithopolitanicum).

### Ptice
Tukaj živi več vrst sinic (rod Parus) - velika sinica, menišček, gorska sinica, čopasta sinica in redkeje plavček. Pozimi, ko je hrane dosti, se združujejo v večje mešane jate. Mali krivokljun (Loxia curvirostra) večinoma opazimo v jatah. Črna žolna (Dryocopos martius) je največja izmed naših žoln. Vloga in prisotnost žolne je v gozdu pomembna, saj sama kleše dupla, ko pa jih opusti se v njih naseli še marsikatera žival. Od ujed na širšem območju Logarske doline gnezdita dva para planinskih orlov (Aquila chrysaetos), dolina pa je tudi življenjski prostor sokola selca (Falco peregrinus). Tu živijo tudi druge ujede: kanja, kragulj in skobec.

### Divjad
Gamsi poleti žive visoko v odmaknjenih planinah, pozimi pa se spustijo na strma prisojna območja. Kozorogi živijo v vrhovih Planjave, Lučke Babe in Brane. V dolini pa je glavna vrsta divjadi srnjad. Zadnja leta pa se naseljuje tudi jelenjad. Planinski zajci prebivajo visoko v planinah, poljski zajci, ki so precej redki pa žive v dnu doline. Tu najdemo še gozdne kure, velikega petelina, ruševca in belko. Redka gosta gozdov v Logarski dolini sta tudi ris in rjavi medved.

## Slapovi
Stalni slapovi:
- Rinka
- Palenk
- Brložniški slapovi
- Rastočko slapišče
- Slapišče pod Icmanikovo pečjo

Nestalni slapovi (pomlad/jesen): 
- Sušica
- Slapišče pod Klemenčo planinino

## Turistični objekti
- Dom sester Logar
- Dom Planincev
- Koča pod Slapom Rinka
- Koča Orlovo gnezdo
- Koča pri krmarju